# Naima Wifstrand
Siri Naima Matilda Wifstrand (ur. 4 września 1890 w Sztokholmie, zm. 23 października 1968 tamże) – szwedzka aktorka filmowa, trubadur, reżyser, kompozytor i śpiewaczka operetkowa.

## Filmografia
- 1931: Pjerrot
- 1944: Se opp för spioner!
- 1945: Flickor i hamn
- 1946: Hotell Kåkbrinken
- 1947: Folket i Simlångsdalen
- 1947: Konsten att älska
- 1947: Det kom en gäst
- 1947: Två kvinnor
- 1947: Ådalens poesi
- 1947: Djurgårdskvällar
- 1947: Den långa vägen
- 1947: Nattvaktens hustru
- 1948: Rekrut (Bum Soldat Bom)
- 1948: Lappblod
- 1948: De kämpade för sin frihet
- 1948: Flottans kavaljerer
- 1948: Solkatten
- 1949: Kvinnan gör mig galen
- 1949: Hin och smålänningen
- 1949: Uczennica (Skolka skolan)
- 1949: Singoalla
- 1949: Pragnienie (Törst)
- 1950: Fästmö uthyres
- 1951: Na imię mi Puck (Puck heter jag)
- 1951: Valley of Eagles
- 1952: Säg det med blommor
- 1952: För min heta ungdoms skull
- 1952: Kobiety czekają (Kvinnors väntan)
- 1952: Hård klang
- 1953: Malin går hem
- 1953: Ursula – Flickan i Finnskogarna
- 1953: Vägen till Klockrike
- 1953: Trzepot skrzydeł w nocy (Vingslag i natten)
- 1955: Marzenia kobiet (Kvinnodröm)
- 1955: Den underbara lögnen
- 1955: Paradiset
- 1955: Uśmiech nocy (Sommarnattens leende)
- 1956: Czarownica (La sorciere)
- 1956: Gorąca jest moja tęsknota (Het är min längtan)
- 1957: Sjutton år
- 1957: Przybycie pana Sleemana (Herr Sleeman kommer)
- 1957: Tam, gdzie rosną poziomki (Smultronstället)
- 1958: Twarz (Ansiktet)
- 1960: Sędzia (Domaren)
- 1961: Briggen Tre Liljor
- 1966: Nocne gry (Nattlek)
- 1968: Godzina wilka (Vargtimmen)